# 8875 Fernie
8875 Fernie este un asteroid din centura principală de asteroizi.

## Descriere
8875 Fernie este un asteroid din centura principală de asteroizi. A fost descoperit pe 22 octombrie 1992 la Observatorul Palomar de Edward L. G. Bowell. Asteroidul prezintă o orbită caracterizată de o semiaxă mare de 2,30 ua, o excentricitate de 0,25 și o înclinație de 4,0° în raport cu ecliptica.